# Ruder-Europameisterschaften 2009
Die Ruder-Europameisterschaften 2009 fanden vom 18. bis 22. September 2009 in Brest (Belarus) am 2007 eröffneten Ruderkanal Brest statt.

## Ergebnisse

### Männer
| Bootsklasse                        | Gold | Gold    | Silber | Silber  | Bronze | Bronze  |
| ---------------------------------- | --- | ------- | --- | ------- | --- | ------- |
| Einer (M1x)                        | Litauen Mindaugas Griškonis | 7:03,05 | Griechenland Ioannis Christou | 7:06,61 | Kroatien Mario Vekić | 7:08,64 |
| Doppelzweier (M2x)                 | Estland Allar Raja Kaspar Taimsoo | 6:28,82 | Schweiz André Vonarburg Florian Stofer | 6:30,87 | Serbien Marko Marjanović Dušan Bogićević | 6:36,85 |
| Doppelvierer (M4x)                 | Ukraine Hennadij Sachartschenko Wolodymyr Pawlowskyj Kostjantyn Saizew Serhij Hryn                                                                           | 5:53,12 | Belarus Walerij Rodewitsch Kirill Lemeschkewitsch Stanislau Schtscharbatschenja Dsjanis Mihal                                                                      | 5:54,44 | Polen Arnold Sobczak Piotr Licznerski Michał Słoma Wiktor Chabel | 5:55,09 |
| Zweier ohne Steuermann (M2-)       | Griechenland Apostolos Gountoulas Nikolaos Gountoulas | 6:45,08 | Serbien Nikola Stojić Goran Jagar | 6:48,53 | Frankreich Laurent Cadot Jean-David Bernard | 6:52,34 |
| Vierer ohne Steuermann (M4-)       | Griechenland Ioannis Tsamis Stergios Papachristos Georgios Tziallas Pavlos Gavriilidis                                                                       | 6:06,84 | Tschechien Jan Gruber Jakub Makovička Milan Bruncvík Michal Horváth                                                                                                | 6:07,45 | Spanien Pedro Rodriguez Aragon Pau Vela Maggi Marcelino Garcia Cortes Noé Guzmán Del Castillo                                                                        | 6:09,74 |
| Achter (M8+)                       | Polen Patryk Brzeziński Jarosław Godek Michał Szpakowski Krystian Aranowski Piotr Hojka Marcin Brzeziński Wojciech Gutorski Mikołaj Burda Daniel Trojanowski | 5:43,80 | Ukraine Andrij Pryweda Serhij Basyljew Anton Choljasnykow Walentin Klezkoi Andrii Iakymchuk Dmytro Prokopenko Andrej Schpak Serhij Tschykanow Olexander Konowaljuk | 5:45,66 | Frankreich Julien Desprès Adrien Hardy Pierre-Jean Peltier Jean-Baptiste Macquet Germain Chardin Benjamin Rondeau Sebastien Lente Dorian Mortelette Benjamin Manceau | 5:47,50 |
| Leichtgewichts-Doppelzweier (LM2x) | Griechenland Dimitrios Mougios Vasileios Polymeros | 6:28,21 | Italien Lorenzo Bertini Elia Luini | 6:31,45 | Frankreich Pierre-Étienne Pollez Maxime Goisset | 6:33,86 |
| Leichtgewichts-Vierer (LM4-)       | Frankreich Jean-Christophe Bette Fabien Tilliet Franck Solforosi Fabrice Moreau                                                                              | 6:04,85 | Deutschland Matthias Schömann-Finck Jost Schömann-Finck Jochen Kühner Martin Kühner                                                                                | 6:05,56 | Serbien Nemanja Nešić Miloš Stanojević Nenad Babović Miloš Tomić | 6:06,88 |

### Frauen
| Bootsklasse                        | Gold | Gold    | Silber | Silber  | Bronze | Bronze  |
| ---------------------------------- | --- | ------- | --- | ------- | --- | ------- |
| Einer (W1x)                        | Belarus Kazjaryna Karsten | 7:40,02 | Tschechien Mirka Knapková | 7:43,79 | Russland Julija Lewina | 7:51,15 |
| Doppelzweier (W2x)                 | Italien Laura Schiavone Gabriella Bascelli | 7:07,96 | Tschechien Jitka Antošová Lenka Antošová | 7:08,52 | Polen Agata Gramatyka Natalia Madaj | 7:13,42 |
| Doppelvierer (W4x)                 | Ukraine Switlana Spirjuchowa Tetjana Kolesnikowa Anastassija Koschenkowa Jana Dementjewa                                                              | 6:30,90 | Italien Erika Bello Gabriella Bascelli Laura Schiavone Elisabetta Sancassani | 6:38,87 | Rumänien Anca Luchian Irina Dorneanu Andreea Boghian Cristina Grigoraș                                                                                    | 6:44,14 |
| Zweier ohne Steuerfrau (W2-)       | Rumänien Camelia Lupașcu Nicoleta Albu | 7:27,28 | Russland Maja Schutschkowa Alewtina Podwjaskina | 7:30,84 | Kroatien Sonja Keserac Maja Anic | 7:38,03 |
| Achter (W8+)                       | Rumänien Roxana Cogianu Ionelia Neacșu Maria Bursuc Ioana Crăciun Adelina Cojocariu Cristina Ilie Camelia Lupașcu Enikő Barabás Talida-Teodora Gîdoiu | 6:21,52 | Belarus Nadseja Belskaja Natallja Koschal Natallja Haurjlenka Wolha Plaschkowa Nina Bondarawa Hanna Nachajewa Wolha Schtscharbatschenja Sinaida Kljutschinskaja Jaraslawa Paulowitsch | 6:26,02 | Ukraine Tetiana Dudyk Hanna Kuzenko Natalija Huba Olena Burjak Hanna Krawtschenko Switlana Nowytschenko Olha Hurkowska Kateryna Tarassenko Anna Haidukowa | 6:32,58 |
| Leichtgewichts-Doppelzweier (LW2x) | Griechenland Christina Giazitzidou Alexandra Tsiavou                                                                                                  | 7:15,26 | Polen Magdalena Kemnitz Agnieszka Renc | 7:19,69 | Österreich Stefanie Borzacchini Michaela Taupe-Traer | 7:23,84 |

## Medaillenspiegel
| Platz | Land         | Gold | Silber | Bronze | Gesamt |
| ----- | ------------ | ---- | ------ | ------ | ------ |
| 1     | Griechenland | 4    | 1      |        | 5      |
| 2     | Ukraine      | 2    | 1      | 1      | 4      |
| 3     | Rumänien     | 2    |        | 1      | 4      |
| 4     | Italien      | 1    | 2      |        | 3      |
| 4     | Belarus      | 1    | 2      |        | 3      |
| 6     | Polen        | 1    | 1      | 2      | 4      |
| 7     | Frankreich   | 1    |        | 3      | 4      |
| 8     | Litauen      | 1    |        |        | 1      |
| 8     | Estland      | 1    |        |        | 1      |
| 10    | Tschechien   |      | 3      |        | 3      |
| 11    | Serbien      |      | 1      | 2      | 3      |
| 12    | Russland     |      | 1      | 1      | 2      |
| 13    | Schweiz      |      | 1      |        | 1      |
| 13    | Deutschland  |      | 1      |        | 1      |
| 15    | Kroatien     |      |        | 2      | 2      |
| 16    | Spanien      |      |        | 1      | 1      |
| 16    | Österreich   |      |        | 1      | 1      |
| Summe | Summe        | 14   | 14     | 14     | 42     |